# Узкоглавы
Узкоглавы (лат. Stenocephalidae) — семейство насекомых из отряда полужесткокрылых, насчитывающее 30 видов (16 в Dicranocephalus), из которых в Европе распространены 6 видов.

## Распространение
Населяют тропики и субтропики Африки, Азии и Океании.

## Описание
Клопы средних размеров; в длину достигают 8—14 мм. Щёки конические, длиннее наличника. Усики в тёмных и белых кольцах